# Los cuentos de la paisana Jacinta
Los cuentos de la paisana Jacinta fue un programa de televisión procedido del programa humorístico La paisana Jacinta de género infantil creado por el cómico peruano Jorge Benavides en el año 2002 producido por Frecuencia Latina en Lima, Perú. Era una miniserie para niños infantiles más pequeños de cuentos de hadas con Jacinta y el ratón Mantecoso. Aunque se lanzó la promoción por causas desconocidas el programa nunca se emitió, según Jorge Benavides habían grabado ya seis programas que con toda probabilidad se encuentran almacenados en los archivos del canal.

## Personajes
- Jorge Benavides Gastello como La paisana Jacinta.
- Christian Benavides Gastello como «Mantecoso».

## Elenco
- Jorge Benavides Gastello
- Christian Benavides Gastello
- Lucy Cabrera
- Carlos Vílchez
- Enrique Espejo 'Yuca'
- Haydeé Cáceres
- Daysi Ontaneda
- Azucena del Río
- Manolo Rojas
- Álvaro González
- Adolfo Geldres

## Trama
Todo el día, La paisana Jacinta sale a buscar trabajo y cae la noche y el personaje se va a dormir en un callejón y se tapaba con su manta y en la pared había un hueco (como la puerta de la casa de un ratón en los dibujos animados) y todas las noches salía 'Mantecoso', el ratón, a Jacinta le daba un trozo de Queso mágico para reducirse de tamaño (algo así como  El Chapulin Colorado) y la invitaba a su casa para contarles cuentos y después, la paisana se dormía y soñaba que ella era la protagonista de los personajes de cuentos de hadas como Caperucita Roja, la Cenicienta, Pinocho, etc.

## Conflictos con Mantecoso
El personaje Mantecoso tuvo ciertos problemas, en ocasiones, aparecer en la televisión porque en 2002, había personas y grupos radicales que el programa La paisana Jacinta ya no tendría que estar programando en Frecuencia Latina pero solamente aparecía en las giras nacionales de circo.

## Gira Nacional
Meses antes de lanzar la miniserie, en el año 2001,  Jorge Benavides anunció el primer circo (gira nacional) mezclando junto a la serie La paisana Jacinta con la miniserie. La gira nacional fue todo un éxito total que participó Mantecoso con una historia que los dos personajes eran los protagonistas del cuento. La gira terminó a finales del mismo año que coincidió con el fin de la miniserie.